# فهرست نهادهای ایران
برای اجرای مدیریت محلی در شهرها و روستاهای ایران سازمان‌ها و ارگان‌های گوناگون دولتی مستقر شده‌اند. ادارات کل و نهادهای مربوطه معمولاً در شهرهای بزرگ یا مراکز استان‌ها قرار دارند. تعداد این نهادها به بیش از ۱۳۰ عدد می‌رسد. نهاد واژه‌ای عمومی دربرگیرندهٔ اداره، ستاد، کمیته، بنیاد، ارگان، تعاونی، نهضت، جمعیت، انجمن، سرپرستی، مرکز، کانون، آموزشگاه، وزارت‌خانه، شرکت، تشکل، مؤسسه، بنگاه، مجمع، جامعه و غیره است که کمابیش هرکدام تعریف خود را دارد و حوزه و قوانین کاری هر گونه از نهادها با هم مقداری تفاوت دارد.

## فهرست برخی از نهادهای ایران (در سطح شهر)
فهرستی الفبایی از نام این نهادهای آنگونه که در دوره حکومت جمهوری اسلامی در شهرهای ایران وجود دارند در زیر می‌آید:

## فهرست برخی از نهادهای موجود در ایران (در سطح کشور)
| نام نهاد                                                                         | نام نهاد | نهاد بالادست            | سال* تشکیل | وبگاه                 |
| -------------------------------------------------------------------------------- | -------- | ----------------------- | ---------- | --------------------- |
| اتاق بازرگانی، صنایع، معادن و کشاورزی ایران                                      |          | -                       |            | iccima.ir             |
| انجمن آثار و مفاخر فرهنگی                                                        |          | وزارت ارشاد             | ۱۳۶۵       | anjom.ir              |
| انستیتو پاستور ایران                                                             |          | وزارت بهداشت            | ۱۲۹۸       | pasteur.ac.ir         |
| باشگاه دانش‌پژوهان جوان                                                           |          | وزارت آموزش و پرورش     | ۱۳۷۴       | ***                   |
| بنیاد احسان                                                                      |          | ستاد اجرایی فرمان امام  |            |                       |
| بنیاد امور بیماری‌های خاص                                                         |          |                         | ۱۳۷۵       | cffsd.org             |
| بنیاد ایران‌شناسی                                                                 |          | نهاد ریاست‌جمهوری        | ۱۳۷۶       | iranology.ir          |
| بنیاد برکت                                                                       |          | ستاد اجرایی فرمان امام  | ۱۳۸۶       | barakatfoundation.com |
| بنیاد پانزده خرداد                                                               |          | ستاد اجرایی فرمان امام  | ۱۳۶۰       | 1542.ir               |
| بنیاد تعاون فراجا                                                                |          | فراجا                   | ۱۳۷۵       |                       |
| بنیاد تعاون ودجا                                                                 |          | وزارت دفاع              | ۱۳۷۹       |                       |
| بنیاد سعدی                                                                       |          |                         | ۱۳۸۹       | saadifoundation.ir    |
| بنیاد سینمایی فارابی                                                             |          | سازمان سینمایی          |            | fcf.ir                |
| بنیاد شهید و امور ایثارگران                                                      |          | قوه مجریه               | ۱۳۸۳       | isaar.ir              |
| بنیاد علم ایران                                                                  |          | معاونت علمی و فناوری    | ۱۴۰۰       | insf.org              |
| بنیاد علوی                                                                       |          | بنیاد مستضعفان‏          | ۱۳۵۷       | alavi-bonyad.com      |
| بنیاد مستضعفان انقلاب اسلامی‏                                                     |          | رهبری                   | ۱۳۸۳       | bonyad.net            |
| بنیاد مسکن انقلاب اسلامی                                                         |          | وزارت راه و شهرسازی     | ۱۳۵۸       | bme.ir                |
| بنیاد ملی بازی‌های رایانه‌ای                                                       |          | وزارت ارشاد             | ۱۳۸۵       | ircg.ir               |
| بنیاد ملی نخبگان                                                                 |          | معاونت علمی و فناوری    | ۱۳۸۴       | bmn.ir                |
| بیمه مرکزی جمهوری اسلامی ایران                                                   |          | وزارت اقتصاد            | ۱۳۵۰       | centinsur.ir          |
| جمعیت هلال احمر                                                                  |          | قوه مجریه               | ۱۳۵۹       | rcs.ir                |
| جهاد دانشگاهی                                                                    |          | وزارت علوم              | ۱۳۵۹       | acecr.ac.ir           |
| خانه سینما                                                                       |          | سازمان سینمایی          | ۱۳۶۸       | khanehcinema.ir       |
| خانه صنعت، معدن و تجارت ایران                                                    |          |                         | ۱۳۹۰       | iranhim.ir            |
| خانه کتاب و ادبیات ایران                                                         |          | وزارت ارشاد             |            | ketab.ir              |
| خانه معدن ایران                                                                  |          |                         | ۱۳۸۱       | iranminehouse.ir      |
| دادستانی کل کشور                                                                 |          | قوه قضائیه              |            | dadsetani.ir          |
| دادسرای انتظامی قضات                                                             |          | قوه قضائیه              | ۱۳۳۱       | dadqozat.eadl.ir      |
| دیوان عالی کشور                                                                  |          | قوه قضائیه              | ۱۳۱۶       | divanealee.eadl.ir    |
| دیوان عدالت اداری                                                                |          | قوه قضائیه              | ۱۳۶۱       | divan-edalat.ir       |
| دیوان محاسبات کشور                                                               |          | مجلس                    | ۱۳۱۲       | dmk.ir                |
| روزنامه رسمی جمهوری اسلامی ایران                                                 |          | قوه قضائیه              | ۱۳۵۷       | rrk.ir                |
| سازمان آموزش فنی و حرفه‌ای کشور                                                   |          | وزارت کار               | ۱۳۶۰       | irantvto.ir           |
| سازمان آموزش و پرورش استثنایی                                                    |          | وزارت آموزش و پرورش     | ۱۳۶۹       | csdeo.ir              |
| سازمان اداری و استخدامی کشور                                                     |          | قوه مجریه               | ۱۳۹۵       | aro.gov.ir            |
| سازمان اسناد و کتابخانه ملی ایران                                                |          | قوه مجریه               | ۱۳۸۱       | nlai.ir               |
| سازمان اقتصاد اسلامی ایران                                                       |          |                         |            | seei.ir               |
| سازمان اقتصادی کوثر                                                              |          | بنیاد شهید              | ۱۳۷۲       | news-kowsar-ir        |
| سازمان امور اجتماعی کشور                                                         |          | وزارت کشور              | ۱۳۹۶       | nsoc.ir               |
| سازمان امور اراضی کشور                                                           |          | وزارت جهاد کشاورزی      | ۱۳۷۱       | laoi.ir               |
| سازمان امور دانشجویان                                                            |          | وزارت علوم              | ۱۳۹۰       | saorg.ir              |
| سازمان امور عشایر ایران                                                          |          | وزارت جهاد کشاورزی      | ۱۳۶۲       | ashayer.ir            |
| سازمان امور مالیاتی کشور                                                         |          | وزارت اقتصاد            | ۱۳۸۰       | intamedia.ir          |
| سازمان انتقال خون ایران                                                          |          | وزارت بهداشت            | ۱۳۵۳       | ibto.ir               |
| سازمان انرژی اتمی ایران                                                          |          | قوه مجریه               | ۱۳۵۳       | aeoi.org.ir           |
| سازمان انرژی‌های تجدیدپذیر و بهره‌وری انرژی برق (ساتبا)                            |          | وزارت نیرو              | ۱۳۹۵       | satba.gov.ir          |
| سازمان اورژانس کشور                                                              |          | وزارت بهداشت            | ۱۳۹۶       | 115.ir                |
| سازمان اوقاف و امور خیریه                                                        |          | وزارت ارشاد             | ۱۳۷۰       | oghaf.ir              |
| سازمان بازرسی کل کشور                                                            |          | قوه قضائیه              | ۱۳۶۰       | bazresi.ir            |
| سازمان برنامه و بودجه کشور                                                       |          | قوه مجریه               | ۱۳۹۵       | mporg.ir              |
| سازمان بنادر و دریانوردی                                                         |          | وزارت راه و شهرسازی     | ۱۳۸۷       | pmo.ir                |
| سازمان بورس و اوراق بهادار                                                       |          | وزارت اقتصاد            | ۱۳۸۵       | seo.ir                |
| سازمان بهزیستی کشور                                                              |          | وزارت کار               | ۱۳۵۹       | behzisti.ir           |
| سازمان بیمه سلامت ایران                                                          |          | وزارت بهداشت            | ۱۳۹۱       | ihio.gov.ir           |
| سازمان پدافند غیرعامل کشور                                                       |          | ستاد کل نیروهای مسلح    | ۱۳۸۲       | paydarymelli.ir       |
| سازمان پزشکی قانونی                                                              |          | قوه قضائیه              | ۱۳۷۲       | lmo.ir                |
| سازمان پژوهش و برنامه‌ریزی آموزشی                                                 |          | وزارت آموزش و پرورش     | ۱۳۵۸       | oerp.ir               |
| سازمان پژوهش و نوآوری دفاعی (سپند)                                               |          | وزارت دفاع              |            |                       |
| سازمان پژوهش‌های علمی و صنعتی ایران                                               |          | وزارت علوم              | ۱۳۵۹       | irost.org             |
| سازمان تأمین اجتماعی                                                             |          | وزارت کار               | ۱۳۵۸       | tamin.ir              |
| سازمان تأمین اجتماعی نیروهای مسلح (ساتا)                                         |          | وزارت دفاع              | ۱۳۸۳       | esata.ir              |
| سازمان تبلیغات اسلامی                                                            |          | رهبری                   | ۱۳۶۰       | ido.ir                |
| سازمان تحقیقات، آموزش و ترویج کشاورزی (تات)                                      |          | وزارت جهاد کشاورزی      | ۱۳۸۶       | areeo.ac.ir           |
| سازمان تعاونی مصرف کادر نیروهای مسلح (اتکا)                                      |          | وزارت دفاع              | ۱۳۶۲       |                       |
| سازمان تعزیرات حکومتی                                                            |          | وزارت دادگستری          | ۱۳۷۳       | tazirat.gov.ir        |
| سازمان تنظیم مقررات صوت و تصویر فراگیر (ساترا)                                   |          | صداوسیما                | ۱۳۹۵       | satra.ir              |
| سازمان تنظیم مقررات و ارتباطات رادیویی                                           |          | وزارت ارتباطات          | ۱۳۸۲       | cra.ir                |
| سازمان توسعه تجارت ایران                                                         |          | وزارت صمت               | ۱۳۸۲       | tpo.ir                |
| سازمان توسعه منابع انرژی (توان)                                                  |          | وزارت دفاع              | ۱۳۹۰       |                       |
| سازمان توسعه و نوسازی معادن و صنایع معدنی ایران (ایمیدرو)                        |          | وزارت صمت               | ۱۳۷۹       | imidro.gov.ir         |
| سازمان ثبت احوال کشور                                                            |          | وزارت کشور              | ۱۳۵۳       | sabteahval.ir         |
| سازمان ثبت اسناد و املاک کشور                                                    |          | قوه قضائیه              | ۱۳۵۲       | ssaa.ir               |
| سازمان جغرافیایی نیروهای مسلح                                                    |          | وزارت دفاع              | ۱۳۸۵       | ngeo.gov.ir           |
| سازمان جمع‌آوری و فروش اموال تملیکی                                               |          | وزارت اقتصاد            | ۱۳۷۱       | tamliki.ir            |
| سازمان چای کشور                                                                  |          | وزارت جهاد کشاورزی      | ۱۳۸۸       | irantea.org           |
| سازمان حج و زیارت                                                                |          | وزارت ارشاد             | ۱۳۷۰       | haj.ir                |
| سازمان حراست کل کشور                                                             |          | وزارت اطلاعات           |            |                       |
| سازمان حسابرسی                                                                   |          | وزارت اقتصاد            | ۱۳۶۶       | audit.org.ir          |
| سازمان حفاظت محیط زیست                                                           |          | قوه مجریه               | ۱۳۵۰       | doe.ir                |
| سازمان حفظ نباتات                                                                |          | وزارت جهاد کشاورزی      | ۱۳۴۶       | ppo.ir                |
| سازمان حمایت مصرف‌کنندگان و تولیدکنندگان                                          |          | وزارت صمت               | ۱۳۵۸       | cppo.mimt.gov.ir      |
| سازمان خبرگزاری جمهوری اسلامی                                                    |          | وزارت ارشاد             | ۱۳۶۰       | irna.ir               |
| سازمان خصوصی‌سازی                                                                 |          | وزارت اقتصاد            | ۱۳۸۰       | ipo.ir                |
| سازمان دامپزشکی کشور                                                             |          | وزارت جهاد کشاورزی      | ۱۳۵۰       | ivo.ir                |
| سازمان دانش‌آموزی                                                                 |          | وزارت آموزش و پرورش     | ۱۳۷۸       | irsto.ir              |
| سازمان راهداری و حمل‌ونقل جاده‌ای                                                  |          | وزارت راه و شهرسازی     | ۱۳۸۲       | rmto.ir               |
| سازمان زمین‌شناسی و اکتشافات معدنی کشور                                           |          | وزارت صمت               | ۱۳۷۷       | gsi.ir                |
| سازمان زندان‌ها و اقدامات تأمینی و تربیتی کشور                                    |          | قوه قضائیه              | ۱۳۶۵       | prisons.ir            |
| سازمان سرمایه‌گذاری و کمک‌های اقتصادی و فنی ایران                                  |          | وزارت اقتصاد            | ۱۳۵۴       | investiniran.ir       |
| سازمان سنجش آموزش کشور                                                           |          | وزارت علوم              | ۱۳۶۸       | sanjesh.org           |
| سازمان سینمایی و سمعی بصری کشور                                                  |          | وزارت ارشاد             | ۱۳۹۰       | cinemaorg.ir          |
| سازمان شهرداری‌ها و دهیاری‌های کشور                                                |          | وزارت کشور              | ۱۳۸۳       | imo.org.ir            |
| سازمان شیلات ایران                                                               |          | وزارت جهاد کشاورزی      | ۱۳۸۴       | shilat.com            |
| سازمان صدا و سیمای جمهوری اسلامی ایران‏                                           |          | رهبری                   | ۱۳۵۷       | irib.ir               |
| سازمان صنایع دریایی نیروهای مسلح                                                 |          | وزارت دفاع              | ۱۳۸۷       |                       |
| سازمان صنایع دفاع (ساصد)                                                         |          | وزارت دفاع              | ۱۳۶۰       |                       |
| سازمان صنایع کوچک و شهرک‌های صنعتی ایران                                          |          | وزارت صمت               | ۱۳۸۴       | isipo.ir              |
| سازمان صنایع هوافضای نیروهای مسلح                                                |          | وزارت دفاع              | ۱۳۷۷       |                       |
| سازمان صنایع هوایی نیروهای مسلح (ساها)                                           |          | وزارت دفاع              | ۱۳۸۲       |                       |
| سازمان غذا و دارو                                                                |          | وزارت بهداشت            | ۱۳۸۹       | fda.gov.ir            |
| سازمان فرهنگ و ارتباطات اسلامی                                                   |          | وزارت ارشاد             | ۱۳۷۴       | icro.ir               |
| سازمان فضایی کشور                                                                |          | وزارت ارتباطات          | ۱۳۸۲       | isa.ir                |
| سازمان فناوری اطلاعات ایران                                                      |          | وزارت ارتباطات          | ۱۳۸۹       | ito.gov.ir            |
| سازمان قضایی نیروهای مسلح                                                        |          | قوه قضائیه              | ۱۳۶۵       | imj.eadl.ir           |
| سازمان گسترش و نوسازی صنایع ایران (ایدرو)                                        |          | وزارت صمت               | ۱۳۴۶       | idro.ir               |
| سازمان مجری ساختمان‌ها و تأسیسات دولتی و عمومی                                    |          | وزارت راه و شهرسازی     | ۱۳۷۲       | cobi.ir               |
| سازمان مدارس و مراکز غیردولتی و توسعه مشارکت‌های مردمی                            |          | وزارت آموزش و پرورش     | ۱۳۶۷       | mosharekatha.ir       |
| سازمان مدیریت بحران کشور                                                         |          | وزارت کشور              | ۱۳۸۷       | ndmo.ir               |
| سازمان مدیریت صنعتی                                                              |          | ایدرو                   | ۱۳۴۲       | imi.ir                |
| سازمان مرکزی تعاون روستایی ایران                                                 |          | وزارت جهاد کشاورزی      | ۱۳۴۲       | corc.ir               |
| سازمان مطالعه و تدوین کتب دانشگاهی در علوم اسلامی و انسانی (سمت)                 |          | وزارت علوم              | ۱۳۶۳       | samt.ac.ir            |
| سازمان ملی استاندارد                                                             |          | قوه مجریه               | ۱۳۹۰       | isiri.gov.ir          |
| سازمان ملی بهره‌وری ایران                                                         |          | سازمان اداری و استخدامی | ۱۳۹۰       | npo.gov.ir            |
| سازمان ملی پرورش استعدادهای درخشان (سمپاد)                                       |          | وزارت آموزش و پرورش     | ۱۳۵۵       | sampad.gov.ir         |
| سازمان ملی تعلیم و تربیت کودک                                                    |          | وزارت آموزش و پرورش     | ۱۴۰۰       | ***                   |
| سازمان ملی زمین و مسکن                                                           |          | وزارت راه و شهرسازی     | ۱۳۷۲       | nlho.ir               |
| سازمان منابع طبیعی و آبخیزداری کشور                                              |          | وزارت جهاد کشاورزی      | ۱۳۸۱       | frw.ir                |
| سازمان نظام پرستاری ایران                                                        |          |                         | ۱۳۸۱       | ino.ir                |
| سازمان نظام پزشکی                                                                |          |                         | ۱۳۴۷       | irimc.org             |
| سازمان نظام دامپزشکی                                                             |          |                         | ۱۳۷۶       | iranvc.ir             |
| سازمان نظام روان‌شناسی و مشاوره                                                   |          |                         | ۱۳۸۲       | pcoiran.ir            |
| سازمان نظام صنفی رایانه‌ای                                                        |          |                         | ۱۳۸۴       | irannsr.org           |
| سازمان نظام کاردانی ساختمان                                                      |          |                         | ۱۳۹۰       | ircto.ir              |
| سازمان نظام مهندسی ساختمان                                                       |          |                         | ۱۳۷۴       | iriceo.ir             |
| سازمان نظام مهندسی کشاورزی و منابع طبیعی                                         |          |                         | ۱۳۸۰       | agrieng.org           |
| سازمان نظام مهندسی معدن                                                          |          |                         | ۱۳۸۱       | imeo.ir               |
| سازمان نقشه‌برداری کشور                                                           |          | سازمان برنامه و بودجه   | ۱۳۳۲       | ncc.gov.ir            |
| سازمان نوسازی، توسعه و تجهیز مدارس کشور                                          |          | وزارت آموزش و پرورش     | ۱۳۵۴       | dres.ir               |
| سازمان نهضت سوادآموزی                                                            |          | وزارت آموزش و پرورش     | ۱۳۵۸       | lmo.gov.ir            |
| سازمان وظیفه عمومی فراجا                                                         |          | فراجا                   | دهه ۸۰     | vazifeh.police.ir     |
| سازمان هدفمندسازی یارانه‌ها                                                       |          | سازمان برنامه و بودجه   | ۱۳۸۹       | hadafmandi.ir         |
| سازمان هواپیمایی کشوری                                                           |          | وزارت راه و شهرسازی     | ۱۳۵۳       | caa.gov.ir            |
| سازمان هواشناسی کشور                                                             |          | وزارت راه و شهرسازی     | ۱۳۵۳       | irimo.ir              |
| ستاد اجرایی فرمان امام                                                           |          | رهبری                   | ۱۳۶۸       | setad.ir              |
| ستاد مدیریت حمل‌ونقل و سوخت کشور                                                  |          | وزارت راه و شهرسازی     | ۱۳۸۶       | hamsu.org             |
| ستاد مردمی رسیدگی به امور دیه و کمک به زندانیان نیازمند                          |          |                         | ۱۳۷۶       | ipro.ir               |
| ستاد مرکزی مبارزه با قاچاق کالا و ارز                                            |          | نهاد ریاست‌جمهوری        | ۱۳۸۱       | epe.ir                |
| شرکت آزمایشگاه فنی و مکانیک خاک                                                  |          | وزارت راه و شهرسازی     | ۱۳۴۳       | tsml.ir               |
| شرکت ارتباطات زیرساخت                                                            |          | وزارت ارتباطات          | ۱۳۸۳       | tic.ir                |
| شرکت بازآفرینی شهری ایران                                                        |          | وزارت راه و شهرسازی     | ۱۳۹۷       | udrc.ir               |
| شرکت بازرگانی دولتی ایران                                                        |          | وزارت جهاد کشاورزی      | ۱۳۸۱       | gtc.ir                |
| شرکت پشتیبانی امور دام                                                           |          | وزارت جهاد کشاورزی      | ۱۳۷۶       | iranslal.com          |
| شرکت توسعه ایرانگردی و جهانگردی                                                  |          | وزارت میراث فرهنگی      | ۱۳۸۲       | iwtdc.ir              |
| شرکت توسعه گردشگری ایران                                                         |          | وزارت میراث فرهنگی      | ۱۳۴۷       | irtdc.ir              |
| شرکت توسعه منابع آب و نیروی ایران                                                |          | شرکت مدیریت منابع آب    | ۱۳۶۸       | iwpco.ir              |
| شرکت توسعه و تجهیز مراکز بهداشتی درمانی و تجهیزات پزشکی                          |          | وزارت بهداشت            | ۱۳۹۶       | behmadco.ir           |
| شرکت توسعه و نگهداری اماکن ورزشی                                                 |          | وزارت ورزش              | ۱۳۸۲       | tanavar.ir            |
| شرکت تولید، انتقال و توزیع نیروی برق ایران (توانیر)                              |          | وزارت نیرو              | ۱۳۸۱       | tavanir.org.ir        |
| شرکت تولید مواد اولیه و سوخت هسته‌ای ایران                                        |          | سازمان انرژی اتمی       | ۱۳۸۳       |                       |
| شرکت تولید نیروی برق حرارتی                                                      |          | وزارت نیرو              | ۱۳۹۳       | tpph.ir               |
| شرکت تولید و توسعه انرژی اتمی ایران                                              |          | سازمان انرژی اتمی       | ۱۳۸۳       | nppd.co.ir            |
| شرکت حامیان میراث فرهنگی، صنایع دستی و گردشگری ایرانیان                          |          | وزارت میراث فرهنگی      | ۱۳۸۷       | hamiyan-co.com        |
| شرکت خدمات حمایتی کشاورزی                                                        |          | وزارت جهاد کشاورزی      | ۱۳۷۴       | assc.ir               |
| شرکت خدمات کشاورزی                                                               |          | وزارت جهاد کشاورزی      | ۱۳۸۱       | agriserv.ir           |
| شرکت راه‌آهن جمهوری اسلامی ایران                                                  |          | وزارت راه و شهرسازی     | ۱۳۵۵       | rai.ir                |
| شرکت ساخت و توسعه زیربناهای حمل‌ونقل کشور                                         |          | وزارت راه و شهرسازی     | ۱۳۸۳       | cdtic.ir              |
| شرکت سرمایه‌گذاری‌های خارجی ایران                                                  |          | وزارت اقتصاد            | ۱۳۷۶       | ific.org.ir           |
| شرکت شهرک‌های کشاورزی                                                             |          | وزارت جهاد کشاورزی      | ۱۳۹۱       | apcp.ir               |
| شرکت صنایع الکترونیک ایران (صاایران)                                             |          | وزارت دفاع              | ۱۳۵۴       | ***                   |
| شرکت عمران شهرهای جدید                                                           |          | وزارت راه و شهرسازی     | ۱۳۶۸       | ntdc.ir               |
| شرکت فرودگاه‌ها و ناوبری هوایی ایران                                              |          | وزارت راه و شهرسازی     | ۱۳۹۴       | airport.ir            |
| شرکت مخابرات ایران                                                               |          | وزارت ارتباطات          | ۱۳۵۰       | tci.ir                |
| شرکت مدیریت ساخت و تهیه کالای آب و برق (ساتکاب)                                  |          | وزارت نیرو              | ۱۳۸۱       | satkab.ir             |
| شرکت مدیریت منابع آب ایران                                                       |          | وزارت نیرو              | ۱۳۷۵       | wrm.ir                |
| شرکت ملی پالایش و پخش فرآورده‌های نفتی ایران                                      |          | وزارت نفت               | ۱۳۷۰       | niordc.ir             |
| شرکت ملی پست                                                                     |          | وزارت ارتباطات          | ۱۳۹۵       | post.ir               |
| شرکت ملی صنایع پتروشیمی ایران                                                    |          | وزارت نفت               | ۱۳۴۳       | nipc.ir               |
| شرکت ملی گاز ایران                                                               |          | وزارت نفت               | ۱۳۴۴       | nigc.ir               |
| شرکت ملی نفت ایران                                                               |          | وزارت نفت               | ۱۳۲۷       | nioc.ir               |
| شرکت مهندسی آب و فاضلاب کشور                                                     |          | وزارت نیرو              | ۱۳۶۹       | nww.ir                |
| شرکت نمایشگاه‌های بین‌المللی جمهوری اسلامی ایران                                   |          | وزارت صمت               | ۱۳۷۸       | iranfair.com          |
| شرکت هواپیمایی جمهوری اسلامی ایران (هما) (ایران ایر)                             |          | وزارت راه و شهرسازی     | ۱۳۶۰       | iranair.com           |
| صندوق اعتباری هنر                                                                |          | وزارت ارشاد             | ۱۳۸۳       | honarcredit.ir        |
| صندوق بازنشستگی کارکنان بانک‌ها                                                   |          | وزارت اقتصاد            | ۱۳۵۹       | sbbiran.ir            |
| صندوق بازنشستگی کشوری                                                            |          | وزارت کار               | ۱۳۸۷       | cspf.ir               |
| صندوق بیمه اجتماعی کشاورزان، روستائیان و عشایر                                   |          | وزارت کار               | ۱۳۹۱       | roostaa.ir            |
| صندوق بیمه سرمایه‌گذاری فعالیت‌های معدنی                                           |          | ایمیدرو                 | ۱۳۸۰       | iranmico.com          |
| صندوق بیمه کشاورزی                                                               |          | وزارت جهاد کشاورزی      | ۱۳۸۷       | sbkiran.ir            |
| صندوق تأمین خسارت‌های بدنی                                                        |          | وزارت اقتصاد            | ۱۳۴۸       | biif.ir               |
| صندوق توسعه صنایع دریایی                                                         |          | وزارت صمت               | ۱۳۸۹       | imf.ir                |
| صندوق توسعه صنایع‌دستی و فرش دستباف و احیاء و بهره‌برداری از اماکن تاریخی و فرهنگی |          | وزارت میراث فرهنگی      | ۱۳۹۶       | chre.ir               |
| صندوق توسعه ملی                                                                  |          | قوه مجریه               | ۱۳۷۹       | ndf.ir                |
| صندوق حمایت از تحقیقات و توسعه صنایع پیشرفته                                     |          | وزارت صمت               | ۱۳۹۸       | airdfh.ir             |
| صندوق حمایت از توسعه سرمایه‌گذاری در بخش کشاورزی                                  |          | وزارت جهاد کشاورزی      | ۱۳۸۲       | sfida.ir              |
| صندوق حمایت از توسعه مدارس غیردولتی                                              |          | سازمان مدارس غیردولتی   | ۱۳۹۶       | hemayatha.ir          |
| صندوق حمایت و بازنشستگی کارکنان فولاد                                            |          | وزارت کار               | ۱۳۷۵       | irsbf.ir              |
| صندوق ذخیره فرهنگیان                                                             |          | وزارت آموزش و پرورش     | ۱۳۷۴       | szf.ir                |
| صندوق رفاه دانشجویان                                                             |          | سازمان امور دانشجویان   | ۱۳۷۱       | swf.ir                |
| صندوق ضمانت سرمایه‌گذاری تعاون                                                    |          | وزارت کار               | ۱۳۸۸       | cigf.ir               |
| صندوق ضمانت سرمایه‌گذاری صنایع کوچک                                               |          | وزارت صمت               | ۱۳۸۵       | sif.ir                |
| صندوق ضمانت صادرات ایران                                                         |          | وزارت صمت               | ۱۳۵۲       | egfi.ir               |
| صندوق کارآفرینی امید                                                             |          | نهاد ریاست جمهوری       | ۱۳۹۳       | karafariniomid.ir     |
| صندوق ملی محیط زیست                                                              |          | سازمان محیط زیست        | ۱۳۸۴       | irnef.org             |
| صندوق نوآوری و شکوفایی                                                           |          | قوه مجریه               | ۱۳۹۱       | inif.ir               |
| کانون پرورش فکری کودکان و نوجوانان                                               |          | وزارت آموزش و پرورش     | ۱۳۴۴       | kpf.ir                |
| کانون جهانگردی و اتومبیل‌رانی جمهوری اسلامی ایران                                 |          | وزارت میراث فرهنگی      |            | taci.ir               |
| کتابخانه، موزه و مرکز اسناد مجلس شورای اسلامی                                    |          | مجلس                    | ۱۳۷۵       | ical.ir               |
| کمیته امداد امام خمینی                                                           |          | رهبری                   | ۱۳۵۷       | emdad.ir              |
| کمیته ملی المپیک                                                                 |          | وزارت ورزش              | ۱۳۲۵       | olympic.ir            |
| کمیته ملی پارالمپیک                                                              |          | وزارت ورزش              | ۱۳۷۹       | paralympic.ir         |
| گمرک جمهوری اسلامی ایران                                                         |          | وزارت اقتصاد            | ۱۳۵۲       | irica.ir              |
| مرکز آمار ایران                                                                  |          | سازمان برنامه و بودجه   | ۱۳۴۴       | amar.org.ir           |
| مرکز وکلا، کارشناسان رسمی و مشاوران خانواده قوه قضائیه (موکم)                    |          | قوه قضائیه              | ۱۳۸۰       | 23055.ir              |
| مؤسسه جهاد استقلال                                                               |          | وزارت جهاد کشاورزی      | ۱۳۶۵       | ja-es.com             |
| مؤسسه جهاد نصر                                                                   |          | وزارت جهاد کشاورزی      | ۱۳۶۴       | jahadnasr.com         |
| مؤسسه جهاد توسعه                                                                 |          | وزارت جهاد کشاورزی      | ۱۳۶۴       |                       |
| مؤسسه کار و تأمین اجتماعی                                                        |          | وزارت کار               | ۱۳۴۹       | lssi.ir               |
| معاونت امور زنان و خانواده ریاست‌جمهوری                                           |          | قوه مجریه               | ۱۳۹۲       | women.gov.ir          |
| معاونت امور مجلس ریاست‌جمهوری                                                     |          | قوه مجریه               | ۱۳۸۸       | omoremajles.ir        |
| معاونت حقوقی ریاست‌جمهوری                                                         |          | قوه مجریه               | ۱۳۸۸       | lvp.ir                |
| معاونت علمی، فناوری و اقتصاد دانش‌بنیان ریاست‌جمهوری                               |          | قوه مجریه               | ۱۳۸۸       | isti.ir               |
| نهاد ریاست‌جمهوری                                                                 |          | قوه مجریه               | ۱۳۶۱       | ***                   |
| نهاد کتابخانه‌های عمومی کشور                                                      |          | وزارت ارشاد             | ۱۳۸۲       | iranpl.ir             |
| وزارت آموزش و پرورش                                                              |          | قوه مجریه               | ۱۳۴۳       | medu.ir               |
| وزارت ارتباطات و فناوری اطلاعات                                                  |          | قوه مجریه               | ۱۳۸۲       | ict.gov.ir            |
| وزارت اطلاعات                                                                    |          | قوه مجریه               | ۱۳۶۲       | vaja.ir               |
| وزارت امور اقتصادی و دارایی                                                      |          | قوه مجریه               | ۱۳۵۳       | mefa.ir               |
| وزارت امور خارجه                                                                 |          | قوه مجریه               | ۱۲۴۴       | mfa.gov.ir            |
| وزارت بهداشت، درمان و آموزش پزشکی                                                |          | قوه مجریه               | ۱۳۶۴       | behdasht.gov.ir       |
| وزارت تعاون، کار و رفاه اجتماعی                                                  |          | قوه مجریه               | ۱۳۹۰       | mcls.gov.ir           |
| وزارت جهاد کشاورزی                                                               |          | قوه مجریه               | ۱۳۷۹       | maj.ir                |
| وزارت دادگستری                                                                   |          | قوه مجریه               | ۱۳۱۷       | justice.ir            |
| وزارت دفاع و پشتیبانی نیروهای مسلح                                               |          | قوه مجریه               | ۱۳۶۸       | defanews.ir           |
| وزارت راه و شهرسازی                                                              |          | قوه مجریه               | ۱۳۹۰       | mrud.ir               |
| وزارت صنعت، معدن و تجارت (صمت)                                                   |          | قوه مجریه               | ۱۳۹۰       | mimt.gov.ir           |
| وزارت علوم، تحقیقات و فناوری                                                     |          | قوه مجریه               | ۱۳۷۹       | msrt.ir               |
| وزارت فرهنگ و ارشاد اسلامی                                                       |          | قوه مجریه               | ۱۳۶۵       | farhang.gov.ir        |
| وزارت کشور                                                                       |          | قوه مجریه               | ۱۳۱۸       | moi.ir                |
| وزارت میراث فرهنگی، گردشگری و صنایع دستی                                         |          | قوه مجریه               | ۱۳۹۸       | mcth.ir               |
| وزارت نفت                                                                        |          | قوه مجریه               | ۱۳۵۸       | mop.ir                |
| وزارت نیرو                                                                       |          | قوه مجریه               | ۱۳۵۳       | moe.gov.ir            |
| وزارت ورزش و جوانان                                                              |          | قوه مجریه               | ۱۳۸۹       | msy.gov.ir            |
| * منظور از سال تشکیل، تاریخ آخرین تغییر عنوان نهاد به‌شکل قانونی می‌باشد.          |          |                         |            |                       |

## شوراها
- شورای‌عالی امنیت ملی
- شورای امنیت کشور
- شورای هماهنگی اطلاعات کشور
- شورای‌عالی انقلاب فرهنگی
- شورای‌عالی فضای مجازی
- شورای‌عالی هماهنگی اقتصادی سران قوا
- شورای‌عالی قوه‌قضائیه
- شورای‌عالی استان‌ها
- شورای‌عالی جوانان
- شورای‌عالی اداری
- ستاد حقوق بشر
- ستاد مبارزه با مواد مخدر
- اتاق اصناف ایران
- اتحادیه سراسری کانون‌های وکلای دادگستری ایران

## مؤسسات، نهادها و شوراهای وابسته به شورای عالی انقلاب فرهنگی

### مؤسسات
- سازمان مطالعه و تدوین کتب علوم انسانی دانشگاه‌ها (سمت)
- سازمان مدارس غیرانتفاعی و مشارکت‌های مردمی
- جهاد دانشگاهی
- مرکز نشر دانشگاهی
- فرهنگستان زبان و ادب فارسی
- فرهنگستان علوم جمهوری اسلامی ایران
- فرهنگستان علوم پزشکی
- فرهنگستان هنر
- انجمن آثار و مفاخر فرهنگی
- دفتر جذب نخبگان
- شورای جذب خبرگان بدون مدرک دانشگاهی
- هیئت مرکزی گزینش استاد
- هیئت مرکزی گزینش دانشجو
- کمیته مرکزی انضباطی دانشجویان
- کمیته مطالعه و برنامه‌ریزی آزمون ورودی دانشگاه
- کمیته بررسی و ارزیابی دائمی وضع آموزش در کشور
- سازمان دانش‌آموزی جمهوری اسلامی ایران
- مرکز تألیف و ترجمه و نشر آثار هنری
- هیئت حمایت از کرسیهای نظریه‌پردازی[۱]
- مؤسسه تنظیم ونشر آثار امام خمینی (س)

### نهادها
- کمیسیون مشورتی شورای عالی انقلاب فرهنگی
- هیئت نظارت و ارزیابی فرهنگی و علمی شورای عالی انقلاب فرهنگی
- هیئت نظارت و بازرسی شورای عالی انقلاب فرهنگی
- مرکز دریافت گزارش عملکرد دستگاه‌های مشمول اصل ۵۰ اصول سیاست فرهنگی کشور[۱]

### شوراها

#### شوراهای اقماری وابسته
- شورای فرهنگ عمومی
- شورای فرهنگی و اجتماعی زنان
- شورای اسلامی شدن مراکز آموزشی
- شورای معین شورای عالی انقلاب فرهنگی
- شورای هنر

#### شوراهای اقماری مرتبط
- شورای گسترش زبان و ادبیات فارسی
- شورای عالی برنامه‌ریزی وزارت بهداشت، درمان و آموزش پزشکی
- شورای عالی جوانان
- شورای عالی اطلاع‌رسانی
- شورای عالی آموزشهای علمی - کاربردی
- شورای پژوهشهای علمی کشور
- شورای عالی برنامه‌ریزی وزارت علوم، تحقیقات و فناوری
- شورای هدایت استعدادهای درخشان
- شورای تدوین کتابهای تعلیمات دینی مدارس
- شورای تغییر بنیادی نظام آموزش و پرورش
- شورای نظارت بر ساخت، طراحی، واردات و توزیع اسباب بازی کودکان
- شورای هماهنگی تشکل‌های دانش آموزی
- شورای نظارت بر انتخاب، ساخت و نصب مجسمه و یادمان در میدان‌ها و اماکن عمومی[۲]

## فهرست نهادهای حکومت ملی و محلی مبتنی بر تقسیمات سیاسی
| واحد تقسیمات کشوری | مسئول               | نهاد                  | نوع            | مرکز         |
| ------------------ | ------------------- | --------------------- | -------------- | ------------ |
| کشور               | وزیر کشور           | وزارت کشور            | دولتی          | پایتخت       |
| استان              | استاندار            | استانداری             | دولتی          | مرکز استان   |
| شهرستان            | فرماندار            | فرمانداری (ویژه)      | دولتی          | مرکز شهرستان |
| بخش                | بخشدار              | بخشداری               | دولتی          | مرکز بخش     |
| دهستان             | بخشدار (قبلاً دهدار) | بخشداری (قبلاً دهداری) | دولتی          | مرکز دهستان  |
| شهر                | شهردار              | شهرداری               | عمومی غیردولتی | –            |
| روستا              | دهیار               | دهیاری                | عمومی غیردولتی | –            |

## نهادها و مؤسسات فعال در بازار سرمایه
- سازمان خصوصی‌سازی
- سازمان بورس و اوراق بهادار

## نهادها و مؤسسات فعال در بازار پول

### بانک‌ها
- بانک مرکزی جمهوری اسلامی ایران

#### بانک‌های دولتی
- بانک سپه
- پست بانک ایران
- بانک ملی ایران
- بانک صادرات ایران
- بانک تجارت
- بانک ملت
- بانک رفاه کارگران
- بانک توسعه صادرات ایران
- بانک صنعت و معدن
- بانک کشاورزی
- بانک مسکن
- بانک توسعه تعاون
- بانک قوامین
- بانک انصار (وابسته به بنیاد تعاون سپاه پاسداران انقلاب اسلامی)
- بانک حکمت ایرانیان (وابسته به ارتش جمهوری اسلامی ایران)
- بانک سینا (وابسته به بنیاد مستضعفان و جانبازان انقلاب اسلامی)
- بانک دی (وابسته به بنیاد شهید و امور ایثارگران)
- بانک قرض‌الحسنه مهر ایران

#### بانک‌های خصوصی
- بانک اقتصاد نوین
- بانک پارسیان
- بانک کارآفرین
- بانک سامان
- بانک پاسارگاد
- بانک سرمایه (وابسته به صندوق ذخیره فرهنگیان)
- بانک آینده
- بانک شهر (وابسته به شهرداری تهران)[۳]
- بانک گردشگری
- بانک ایران زمین
- بانک خاورمیانه

### مؤسسات مالی و اعتباری
فهرست مؤسسه‌های مالی و اعتباری، بامجوز یا بی‌مجوز از بانک مرکزی:
- مؤسسه اعتباری توسعه
- مؤسسه مالی و اعتباری صالحین، در شرف تأسیس
- مؤسسه مالی و اعتباری باران، در شرف تأسیس
- مؤسسه اعتباری نور ،
- مؤسسه مالی و اعتباری پیشگامان، در شرف تأسیس
- مؤسسه اعتباری ملل، در شرف تأسیس
- مؤسسه مالی و اعتباری فردوسی، در شرف تأسیس
- مؤسسه مالی و اعتباری کارسازان آینده، در شرف تأسیس
- مؤسسه مالی و اعتباری میزان، در شرف تأسیس
- مؤسسه اعتباری ثامن (وابسته به بنیاد تعاون سپاه پاسداران)
- بانک مهر اقتصاد (وابسته به بنیاد تعاون بسیج)
- مؤسسه مالی و اعتباری اعتماد ایرانیان[۶]

### شرکت‌های بیمه خصوصی و دولتی
- بیمه آتیه سازان حافظ
- بیمه آسیا
- بیمه اتکایی امین
- بیمه البرز
- بیمه امید
- بیمه ایران
- بیمه ایران معین -
- بیمه پارسیان
- بیمه پاسارگاد
- بیمه توسعه
- بیمه کوثر
- بیمه حافظ
- بیمه دانا
- بیمه دی
- بیمه رازی
- بیمه سامان
- بیمه سینا
- بیمه کارآفرین
- بیمه معلم
- بیمه ملت
- بیمه میهن
- بیمه نوین
- بیمه آرمان
- بیمه سرمد

## سایر نهادها و مؤسسه‌ها
- مؤسسه مطالعات و تحقیقات بین‌المللی تهران
- مؤسسه آموزشی و پژوهشی امام خمینی
- مؤسسه تنظیم و نشر آثار امام خمینی
- مؤسسه مطالعات تاریخ معاصر
- مؤسسه اطلاعات و تحقیقات اسلامی
- نهاد نمایندگی مقام معظم رهبری در دانشگاه‌ها https://web.archive.org/web/20151207185158/http://nahad.ir/
- انجمن حمایت از قربانیان سلاحهای شیمیایی http://www.scwvs.org
- دفتر مطالعات جبهه فرهنگی انقلاب اسلامی http://www.rahmag.ir

## دوران پهلوی
برخی از نهادهای دولتی و کشوری که در زمان حکومت پهلوی در ایران وجود داشتند ولی امروزه وجود ندارند یا تغییر نام داده‌اند عبارت‌اند از:
- باشگاه افسران
- سازمان زنان ایران
- سازمان شاهنشاهی خدمات اجتماعی
- شیر و خورشید سرخ
- سازمان اطلاعات و امنیت کشور (ساواک)
- سازمان بازرسی شاهنشاهی
- سازمان پیشاهنگی ایران
- سازمان دفاع غیرنظامی (در ارتش شاهنشاهی)
- گارد شاهنشاهی
- وزارت تشریفات
- وزارت دربار
- ژاندارمری شاهنشاهی ایران
- شهربانی شاهنشاهی ایران